# Saverio Marchese
Saverio Marchese (Castrogiovanni, 4 febbraio 1806 – Castrogiovanni, 26 novembre 1859) è stato un pittore italiano.

## Biografia
Saverio Marchese (il suo nome completo era Gesualdo Francesco Saverio Biagio Marchese) nacque a Castrogiovanni (l'odierna Enna). 
Era figlio dell'avvocato Vincenzo Marchese, amministratore pubblico stimato, e di Teresa Manna. I suoi fratelli furono Pietro che si dedicò alla vita politica, Giuseppe che divenne parroco della chiesa di San Tommaso a Castrogiovanni, e Giovanna che sposò Luigi Longi illustre esperto di legge e di arte.
Crebbe dunque in una famiglia agiata e benestante. Paolo Vetri storico ennese lo descrive come “persona ben conformata, grave e serio d'aspetto, con una fronte alta e larga”.
Ad appena 13 anni intraprese gli studi d'arte, a Roma dal 1819 al 1824 e a Firenze fino all'agosto del 1827, sostenuto da un assegno di mantenimento di cui si fece carico il Comune di Castrogiovanni “per la sua straordinaria abilità nella pittura” come riferiscono i documenti dell'epoca.
Nell'anno 1827, all'età di 21 anni, ricevette da Suor Maria Rosalia Rosso, badessa del venerabile monastero di Santa Maria del popolo in Castrogiovanni,  l'incarico di affrescare le volte della chiesa del monastero. Nella commissione l'unico vincolo che venne imposto al pittore fu di illustrare episodi della vita di Sant'Elia. Contemporaneamente a questo incarico e sempre per la stessa chiesa, gli fu commissionata l'esecuzione di quattro quadroni a olio su tela. I soggetti di queste quattro opere dovevano essere i seguenti: Maria Santissima del Monte Carmelo con Sant'Elia, l'adorazione dei tre Re Magi, la morte di San Giuseppe, Sant'Alberto.
Le quattro opere sono attualmente conservate nella chiesa di Santa Maria del Popolo di Enna dove sono state ricollocate nella loro originaria posizione. 
Al successo della prima prova, cui si era sottoposto il pittore con gli affreschi sulle volte della chiesa di Santa Maria del popolo, seguirono immediatamente svariate altre commissioni nelle chiese di Castrogiovanni. 
Fra queste si possono ammirare: i profeti Geremia, Ezechiele, Isaia, Daniele, nella chiesa di San Tommaso, la grande pala d'altare raffigurante il Purgatorio nella chiesa delle Anime Sante, il quadro raffigurante l'estasi di Santa Teresa nella chiesa del Carmine, un affresco che decora il soffitto della sagrestia del Duomo che rappresenta la Trasfigurazione.
Svariati sono i disegni realizzati a matita e più raramente a china conservati dagli eredi del pittore. Da queste raccolte sono state realizzate due pubblicazioni, curate dallo storico e critico d'arte Rocco Lombardo, una su viste della città di Castrogiovanni, l'altra su immagini della vita quotidiana di gente del popolo.
Non si sposò, probabilmente per una sua lunga storia d'amore con una bellissima modella di nome Angela Rutella di famiglia popolare. Questa unione fu osteggiata dalla famiglia del Marchese. Portò comunque alla nascita di una figlia di nome Nunziatina che fu destinata a crescere fra le mura del Collegio di Maria a Castrogiovanni dove divenne abile ricamatrice.
Oltre alla pittura, fra i tanti interessi di Saverio Marchese, vi furono la scienza, la poesia, la filosofia e anche la politica. 
Conobbe e frequentò la viaggiatrice e biologa marina franco-inglese Jeannette Power Villepreux, anch'essa socia dell'Accademia Pergusea. La Villepreux è nota per avere realizzato i primi acquari domestici dove si poteva allevare studiare e ammirare i pesci in un ambiente che cercasse al meglio di imitare e riprodurre condizioni simili ai rispettivi habitat naturali.
Non è rimasta nessun traccia della produzione letteraria di Saverio Marchese perché i suoi lavori rimasero manoscritti e andarono dispersi.
Fu sindaco della città di Castrogiovanni in un periodo di turbolenza e di instabilità sociale e politica. Purtroppo la sua morte prematura non gli permise di assistere alla realizzazione del sogno dell'Unità d'Italia.
Morì nel 1859  a Castrogiovanni all'età di 53 anni.

## Opere
- Santa Teresa in estasi, nella chiesa del Carmine a Enna;
- Gli affreschi delle volte e quattro pale d'altare della chiesa di Santa Maria del popolo a Enna;
- I quattro profeti nella chiesa di San Tommaso a Enna;
- Il Purgatorio pala d'altare nella chiesa delle Anime Sante a Enna;
- La trasfigurazione affresco sul soffitto della sagrestia del Duomo di Enna;
- Gli affreschi delle volte della chiesa Madre di Santa Caterina Villarmosa.